# Im Hochland
Im Hochland (Deens I Højlandene) of Scottische Ouverture für Orchester is een compositie van Niels Gade. Gade wendde zich weer eens tot Schotland voor inspiratie voor een ouverture. Na zijn Efterklange af Ossian haalde Gade voor dit werk zijn inspiratie uit de Schotse Hooglanden. Het werk lijkt qua klank op zijn voorganger, de tweede symfonie. Gade leidde zelf de eerste uitvoering op 24 november 1844 met het Gewandhausorchester te Leipzig. Vier dagen eerder rondde hij het werk af. Im Hochland werd lang niet zo populair als Efterklange.
Dat Gade zich tot Schotland wendde is niet zo vreemd als het lijkt. Zijn grote voorbeeld Felix Mendelssohn Bartholdy deed dat ook al bij zijn Symfonie nr. 3 “De Schotse” en de Hebridenouverture.
Heinrich Wilhelm Ernst was een componist en violist. Later verscheen een piano-uittreksel van het werk voor quatre mains.